# Старохазино
Старохазино, известна также как Старо-Хазино (баш. Иҫке Хажы) — упразднённое в 2005 году село в Илишевском районе Республики Башкортостан. Входило в состав Новомедведевского сельсовета. Проживали башкиры.

## География
Находился у реки Миниште.

### Географическое положение
Расстояние до (на 1 января 1969):
- районного центра (Верхнеяркеево): 26 км,
- центра сельсовета (Новомедведево): 8 км,
- ближайшей ж/д станции (Янаул): 103 км.

## История
Старохазино в XVIII в. называлась Хазино от имени вотчинника-гарейца Хажи. Само село находилось в Буртюковой тюбе Гарейской волости.
Хазинцы в 1842 г. основали новое поселение, расположенное на правом берегу р. Агидель, известное теперь как Новохазино. Годом раньше 25 семей ходатайствовали о переселении их, на вотчинную землю по р. Арь в 20 верстах от их родного поселения. Они получили разрешение на это, в нем сказано следующее: «переселить с наименованием их поселения деревнею Новою Хазиною» (История сел и деревень Башкортостана и сопредельных территорий. Уфа: Китап, 2009. — 744 с. С.128, 286).
На 1 июня 1952 года село Старо-Хазино входило в Телекеевский сельсовет, на 1 января 1969 года, 1 июля 1972 года, на 1 сентября 1981 года Старохазино в Новомедведевском сельсовете.
Закон Республики Башкортостан от 20 июля 2005 года № 211-з «О внесении изменений в административно-территориальное устройство Республики Башкортостан в связи с образованием, объединением, упразднением и изменением статуса населённых пунктов, переносом административных центров» гласил:

ст.1

4. Упразднить следующие населенные пункты:

22) в Илишевском районе:

а) село Крещенка Игметовского сельсовета;

б) село Старохазино Новомедведевского сельсовета

## Население
По V ревизии 1795 г. в д. Хазино в 10 домах проживали 121 человек, все - исключительно башкиры-гарейцы. В 1834 году жили в 29 домах 292 человека. В 1846 г. из деревень Старомедведево 8, Хазино 69 мужчин были исключены из числа жителей коренных поселений, поскольку они оказались уже в новой деревне Новохазино через р. Агидель.  Уменьшение численности хазинцев в 1858 г. (165 человек при 31 домовладении) и в последующее время объясняется выездом части жителей в Новохазино. (История сел и деревень Башкортостана и сопредельных территорий. Уфа: Китап, 2009. — 744 с. С.128, 214, 286).
На 1 января 1969 года проживали 176 человек; преимущественно башкиры. Башкиры как преобладающая национальность указаны в справочниках административно-территориального деления БАССР и в последующие годы.
Согласно переписи 2002 года в населённом пункте проживал 1 человек, преобладающая национальность — башкиры	(100 %).